# Allen Toussaint
Allen Toussaint (Gert Town, Louisiana, Estats Units, 14 de gener de 1938―Madrid, Espanya, 10 de novembre de 2015) va ser un cantant, pianista, compositor i productor musical estatunidenc, figura influent en el Rhythm and blues, i establert durant tota la seva carrera a la ciutat de Nova Orleans.

## Discografia

### Àlbums
- The Wild Sound of New Orleans (1958)
- Toussaint (1971)
- Life, Love And Faith (1972)
- Southern Nights (1975)
- Motion (1978)
- The Allen Toussaint Collection (1991)
- The Wild Sound of New Orleans: The Complete 'Tousan' Sessions (1994)
- From a Whisper to a Scream (1995)
- Connected (1996)
- A New Orleans Christmas (1997)
- A Taste Of New Orleans (1999)
- Finger Poppin' & Stompin' Feet (2002)
- The Complete Warner Bros. Recordings (2005)
- I Believe To My Soul (2005)
- The River in Reverse (amb Elvis Costello, 2006)
- The Bright Mississippi (2009)

## Guardons
Nominacions
- 2014: Grammy al millor àlbum d'americana